# Ба, Адама
Адама́ Ба (фр. Adama Ba; 27 августа 1993, Селибаби, Мавритания) — мавританский футболист, полузащитник клуба «Ренессанс Беркан» и сборной Мавритании.

## Клубная карьера
Адама начал заниматься футболом в Мавритании. В возрасте 11 лет Ба переехал во Францию, где занимался в клубе «Металло Спорт». В 2010 году присоединился к молодёжной команде «Бреста». В сезоне 2010/11 Адама провёл за резервную команду «Бреста» 8 матчей и забил 1 гол, в 2012 году — 11 матчей, 7 голов.
27 августа 2011 года Адама дебютировал в Лиге 1 в матче против «Ниццы». В матче 36-го тура с «Лионом» Ба сделал первую голевую передачу в чемпионате. В июне 2012 года Адама подписывает первый профессиональный контракт с «Брестом» сроком на 3 года. 8 июля 2013 года контракт с Ба был расторгнут, так как он не входил в планы главного тренера Алекса Дюпона.
9 июля 2013 года мавританец на правах свободного агента заключил трёхлетний контракт с «Бастией». В своем первом же матче за новый клуб Ба сумел забить гол (17 августа 2013 года, матч против «Валансьенна»). В 2014 году был отправлен в годичную аренду в клуб «Ньор».

## Карьера в сборной
Осенью 2013 года Ба был вызван в сборную Мавритании на товарищеские матчи с Канадой. 8 сентября 2013 года Адама дебютировал в сборной, а уже 10 сентября открыл счёт забитым мячам за сборную.